# Profil glebowy
Profil glebowy – pionowy przekrój, odsłaniający morfologię (budowę) danej gleby, a w szczególności rodzaj, miąższość i wzajemny układ poziomów genetycznych.
Procesy glebotwórcze powodują migrację oraz koncentrację składników mineralnych i organicznych. W ten sposób dochodzi do wytworzenia się specyficznych poziomów gleb. Poziomy te stanowią najważniejszą cechę rozpoznawczą, odzwierciedlającą etap rozwoju gleby. Na podstawie ilości i właściwości tych składników wyróżnia się określony typ gleby, który charakteryzuje się mniejszym lub większym zróżnicowaniem profilu glebowego.
Na podstawie budowy profili wyróżnia się profile glebowe: 
- wykształcone, składające się z określonych dla każdego typu lub rodzaju gleby, charakterystycznych i wyraźnie wykształconych poziomów,
- niewykształcone, o małej miąższości z powodu braku niektórych poziomów w środkowej lub dolnej części profilu

Profile glebowe mogą być: 
- całkowite – na całej głębokości profilu, nie mniejszej niż 1,5 m, występuje materiał mineralny z tej samej skały macierzystej,
- niecałkowite – utworzone ze skał macierzystych, których miąższość jest mniejsza niż 1,5 m.

Profil glebowy analizuje się podczas badań terenowych przeprowadzanych przy użyciu tak zwanej odkrywki glebowej, czyli wykopu sięgającego do głębokości 150 cm, na którego ścianie można zaobserwować morfologię i układ różnych poziomów genetycznych.